# Cellador
Cellador est un groupe américain de power metal, originaire de Omaha, dans le Nebraska.

## Histoire
Le groupe est formé en 2003. Le groupe développe ses premières chansons et sort l'EP Leaving All Behind en 2005. En outre, le groupe donne ses premiers concerts dans le Midwest américain. C'est ainsi que Metal Blade Records remarque le groupe et signe un contrat avec le groupe. En 2006, le premier album Enter Deception sort sous ce label, et est bien accueilli par la presse spécialisée,,. Au cours des deux années suivantes, le groupe donne plusieurs concerts pour promouvoir l'album. Vers la fin de l'année 2008, le groupe se met en pause après avoir changé plusieurs fois de musiciens. De ce fait, le deuxième album prévu, For All or Nothing, n'a pas encore été publié. Après un an et demi, le groupe se reforme et recherche de nouveaux membres.
Finalement, ils publient l'EP Honor Forth en 2011. En 2017, ils sortent leur album Off the Grid, qui attire l'intérêt de la presse spécialisée,.

## Style musical
Le groupe joue du power metal classique, comparable aux anciens morceaux de Helloween ou encore DragonForce.

## Discographie
- 2004 : The Burning Blue (démo)
- 2005 : Leaving All Behind (EP)
- 2006 : Enter Deception (album, Metal Blade Records)
- 2011 : Honor Forth (EP, Celladark Music)
- 2017 : Off the Grid (album)